# كريستيان كلاين
كريستيان كلاين (بالإنجليزية: Christianne Klein)‏ هي صحفية أمريكية، ولدت في 12 مارس 1978.

## وصلات خارجية
- كريستيان كلاين على موقع IMDb (الإنجليزية)